# Electra arctica
Electra arctica är en mossdjursart som beskrevs av John Borg. Electra arctica ingår i släktet Electra och familjen Electridae. Inga underarter finns listade i Catalogue of Life.